# Voetbal op de Olympische Zomerspelen 1964
Voetbal is een van de sporten die beoefend werden tijdens de Olympische Zomerspelen 1964 in Tokio.

## Kwalificatie
| Toernooi             | Werelddeel                 | Plaatsen | Geplaatste landen                                                |
| -------------------- | -------------------------- | -------- | ---------------------------------------------------------------- |
| Kwalificatietoernooi | Automatisch                | 2        | Japan (gastland) Joegoslavië (titelhouder)                       |
| Kwalificatietoernooi | Europa                     | 4        | Roemenië Duits eenheidsteam Hongarije Tsjecho-Slowakije Italië 1 |
| Kwalificatietoernooi | Azië                       | 2        | Iran Zuid-Korea Noord-Korea 2                                    |
| Kwalificatietoernooi | Afrika                     | 3        | Marokko Verenigde Arabische Republiek Ghana                      |
| Kwalificatietoernooi | Noord- en Centraal-Amerika | 1        | Mexico                                                           |
| Kwalificatietoernooi | Zuid-Amerika               | 2        | Brazilië Argentinië                                              |
| Totaal               | Totaal                     | 16 14    |                                                                  |

Noten

1 Italië had niet met een amateurelftal gespeeld en werd daardoor gediskwalificeerd.

2 Noord-Korea trok zich terug van het toernooi.

## Stadions
| Tokio                                           | Tokio                                | Tokio                                             | Saitama                                      | Yokohama                            |
| ----------------------------------------------- | ------------------------------------ | ------------------------------------------------- | -------------------------------------------- | ----------------------------------- |
| Chichibunomiya Rugbystadion Capaciteit: '17.569 | Olympisch Stadion Capaciteit: 71.556 | Komazawa Olympisch Parkstadion Capaciteit: 20.780 | Ōmiya Park Voetbalstadion Capaciteit: 14.392 | Mitsuzawastadion Capaciteit: 10.102 |
|                                                 |                                      |                                                   |                                              |                                     |

## Competitieschema
| GF | Groepsfase | Tr | Troosttoernooi | ¼ | Kwartfinale | ½ | Halve finales | B | Bronzen finale | F | Finale |

| 11 zon | 12 maa | 13 din | 14 woe | 15 don | 16 vrij | 17 zat | 18 zon | 19 maa | 20 din | 21 woe | 22 don | 23 vrij | 23 vrij |
| ------ | ------ | ------ | ------ | ------ | ------- | ------ | ------ | ------ | ------ | ------ | ------ | ------- | ------- |
| GF     | GF     | GF     | GF     | GF     | GF      |        | ¼      |        | ½      |        |        | B       | F       |
|        |        |        |        |        |         |        |        |        | Tr     |        | Tr     |         |         |

## Heren

### Groepsfase

#### Groep A
| Team               | Wed | W | G | V | Ptn | DV | DT | +/− |
| ------------------ | --- | - | - | - | --- | -- | -- | --- |
| Duits eenheidsteam | 3   | 2 | 1 | 0 | 5   | 7  | 1  | +6  |
| Roemenië           | 3   | 2 | 1 | 0 | 5   | 5  | 2  | +3  |
| Mexico             | 3   | 0 | 1 | 2 | 1   | 2  | 6  | −4  |
| Iran               | 3   | 0 | 1 | 2 | 1   | 1  | 6  | −5  |

|                                   |                                          |       |             |                                                                                        |
| 11 oktober 1964 14:00 uur (UTC+9) | Roemenië                                 | 3 – 1 | Mexico      | Ōmiya Park Voetbalstadion, Saitama Toeschouwers: 12.932 Scheidsrechter: Yokoyama (JON) |
| 11 oktober 1964 14:00 uur (UTC+9) | Creiniceanu 20' Pârcălab 33' Ionescu 47' |       | 73' Fragoso | Ōmiya Park Voetbalstadion, Saitama Toeschouwers: 12.932 Scheidsrechter: Yokoyama (JON) |

|                                   |                                          |       |      |                                                                                  |
| 11 oktober 1964 14:00 uur (UTC+9) | Duits eenheidsteam                       | 4 – 0 | Iran | Mitsuzawastadion, Yokohama Toeschouwers: 12.671 Scheidsrechter: De Queiroz (BRA) |
| 11 oktober 1964 14:00 uur (UTC+9) | Bauchspieß 7' Vogel 20', 63' Frenzel 44' |       |      | Mitsuzawastadion, Yokohama Toeschouwers: 12.671 Scheidsrechter: De Queiroz (BRA) |

|                                   |               |       |                     |                                                                                       |
| 13 oktober 1964 14:00 uur (UTC+9) | Roemenië      | 1 – 1 | Mexico              | Chichibunomiya Rugbystadion, Tokio Toeschouwers: 15.938 Scheidsrechter: Wontumi (GHA) |
| 13 oktober 1964 14:00 uur (UTC+9) | Nayyerloo 59' |       | 54' González Dávila | Chichibunomiya Rugbystadion, Tokio Toeschouwers: 15.938 Scheidsrechter: Wontumi (GHA) |

|                                   |                    |       |               |                                                                                          |
| 13 oktober 1964 14:00 uur (UTC+9) | Duits eenheidsteam | 1 – 1 | Roemenië      | Komazawa Olympisch Parkstadion, Tokio Toeschouwers: 18.970 Scheidsrechter: Korelus )TCH) |
| 13 oktober 1964 14:00 uur (UTC+9) | Frenzel 22'        |       | 27' Pavlovici | Komazawa Olympisch Parkstadion, Tokio Toeschouwers: 18.970 Scheidsrechter: Korelus )TCH) |

|                                   |                          |       |        |                                                                                |
| 15 oktober 1964 14:00 uur (UTC+9) | Duits eenheidsteam       | 2 – 0 | Mexico | Mitsuzawastadion, Yokohama Toeschouwers: 12.814 Scheidsrechter: De Silva (MAS) |
| 15 oktober 1964 14:00 uur (UTC+9) | Barthels 37' Nöldner 66' |       |        | Mitsuzawastadion, Yokohama Toeschouwers: 12.814 Scheidsrechter: De Silva (MAS) |

|                                   |               |       |      |                                                                                        |
| 15 oktober 1964 14:00 uur (UTC+9) | Roemenië      | 1 – 0 | Iran | Ōmiya Park Voetbalstadion, Saitama Toeschouwers: 13.026 Scheidsrechter: Comesaña (ARG) |
| 15 oktober 1964 14:00 uur (UTC+9) | Pavlovici 26' |       |      | Ōmiya Park Voetbalstadion, Saitama Toeschouwers: 13.026 Scheidsrechter: Comesaña (ARG) |

#### Groep B
| Team        | Wed | W | G | V | Ptn | DV | DT | +/− |
| ----------- | --- | - | - | - | --- | -- | -- | --- |
| Hongarije   | 2   | 2 | 0 | 0 | 4   | 12 | 5  | +7  |
| Joegoslavië | 2   | 1 | 0 | 1 | 2   | 8  | 7  | +1  |
| Marokko     | 2   | 0 | 0 | 2 | 0   | 1  | 9  | −8  |
| Noord-Korea | 0   | — | — | — | 0   | —  | —  | —   |

1. ↑  Trok zich terug.

|                                   |                                          |       |         |                                                                                  |
| 11 oktober 1964 14:00 uur (UTC+9) | Hongarije                                | 6 – 0 | Marokko | Olympisch Stadion, Tokio Toeschouwers: 65.793 Scheidsrechter: Kim Duk-chun (KOR) |
| 11 oktober 1964 14:00 uur (UTC+9) | Bene 13', 38' (pen.), 70', 74', 78', 87' |       |         | Olympisch Stadion, Tokio Toeschouwers: 65.793 Scheidsrechter: Kim Duk-chun (KOR) |

|                                   |                 |       |                                            |                                                                                    |
| 13 oktober 1964 14:00 uur (UTC+9) | Joegoslavië     | 3 – 1 | Marokko                                    | Mitsuzawastadion, Yokohama Toeschouwers: 12.675 Scheidsrechter: Hussein Imam (UAR) |
| 13 oktober 1964 14:00 uur (UTC+9) | Ali Bouachra 2' |       | 8' Spasoje Samardžić 12', 59' Rudolf Belin | Mitsuzawastadion, Yokohama Toeschouwers: 12.675 Scheidsrechter: Hussein Imam (UAR) |

|                                   |                                                                                |       |                                                            | |
| 15 oktober 1964 14:00 uur (UTC+9) | Hongarije                                                                      | 6 – 5 | Joegoslavië                                                | Komazawa Olympisch Parkstadion, Tokio Toeschouwers: 19.316 Scheidsrechter: Genichi Fukushima (JPN) |
| 15 oktober 1964 14:00 uur (UTC+9) | Tibor Csernai 5', 11', 44', 63' (pen.) János Farkas 18' Ferenc Bene 25' (pen.) |       | 1', 82' Ivan Osim 12', 35' Rudolf Belin 31' Slaven Zambata | Komazawa Olympisch Parkstadion, Tokio Toeschouwers: 19.316 Scheidsrechter: Genichi Fukushima (JPN) |

#### Groep C
| Team                          | Wed | W | G | V | Ptn | DV | DT | +/− |
| ----------------------------- | --- | - | - | - | --- | -- | -- | --- |
| Tsjecho-Slowakije             | 3   | 3 | 0 | 0 | 6   | 12 | 2  | +10 |
| Verenigde Arabische Republiek | 3   | 1 | 1 | 1 | 3   | 12 | 6  | +6  |
| Brazilië                      | 3   | 1 | 1 | 1 | 3   | 5  | 2  | +3  |
| Zuid-Korea                    | 3   | 0 | 0 | 3 | 0   | 1  | 20 | −19 |

|                                   |             |       |                          |                                                                                           |
| 12 oktober 1964 14:00 uur (UTC+9) | Brazilië    | 1 – 1 | Ver. Arabische Republiek | Komazawa Olympisch Parkstadion, Tokio Toeschouwers: 16.450 Scheidsrechter: Glöckner (GER) |
| 12 oktober 1964 14:00 uur (UTC+9) | Roberto 10' |       | 88' Shanin               | Komazawa Olympisch Parkstadion, Tokio Toeschouwers: 16.450 Scheidsrechter: Glöckner (GER) |

|                                   |                                                      |       |                |                                                                                          |
| 12 oktober 1964 14:00 uur (UTC+9) | Tsjecho-Slowakije                                    | 6 – 1 | Zuid-Korea     | Ōmiya Park Voetbalstadion, Saitama Toeschouwers: 12.943 Scheidsrechter: Valenzuela (MEX) |
| 12 oktober 1964 14:00 uur (UTC+9) | Lichtnégl 25' Vojta 26' Mráz 32', 68' Masný 43', 71' |       | 59' Lee Yi-woo | Ōmiya Park Voetbalstadion, Saitama Toeschouwers: 12.943 Scheidsrechter: Valenzuela (MEX) |

|                                   |                                              |       |                          |                                                                                     |
| 14 oktober 1964 14:00 uur (UTC+9) | Tsjecho-Slowakije                            | 5 – 1 | Ver. Arabische Republiek | Chichibunomiya Rugbystadion, Tokio Toeschouwers: 15.903 Scheidsrechter: Zsolt (HUN) |
| 14 oktober 1964 14:00 uur (UTC+9) | Vojta 5', 27' Urban 36' Mráz 83' Cvetler 84' |       | 53' Riad                 | Chichibunomiya Rugbystadion, Tokio Toeschouwers: 15.903 Scheidsrechter: Zsolt (HUN) |

|                                   |                                            |       |            |                                                                                |
| 14 oktober 1964 14:00 uur (UTC+9) | Brazilië                                   | 4 – 0 | Zuid-Korea | Mitsuzawastadion, Yokohama Toeschouwers: 12.672 Scheidsrechter: Boukkili (MAR) |
| 14 oktober 1964 14:00 uur (UTC+9) | Zé Roberto 30' Elizeu 44', 54' Roberto 73' |       |            | Mitsuzawastadion, Yokohama Toeschouwers: 12.672 Scheidsrechter: Boukkili (MAR) |

|                                   |                                                                                    |        |            |                                                                                        |
| 16 oktober 1964 14:00 uur (UTC+9) | Ver. Arabische Republiek                                                           | 10 – 0 | Zuid-Korea | Chichibunomiya Rugbystadion, Tokio Toeschouwers: 16.039 Scheidsrechter: Glöckner (GER) |
| 16 oktober 1964 14:00 uur (UTC+9) | Riad 14', 17', 40', 48', 72', 77' Mohamed 50' El-Fanagily 61' Etman 66' Hassan 78' |        |            | Chichibunomiya Rugbystadion, Tokio Toeschouwers: 16.039 Scheidsrechter: Glöckner (GER) |

|                                   |                   |       |          |                                                                                       |
| 16 oktober 1964 14:00 uur (UTC+9) | Tsjecho-Slowakije | 1 – 0 | Brazilië | Ōmiya Park Voetbalstadion, Saitama Toeschouwers: 13.120 Scheidsrechter: Tehrani (IRN) |
| 16 oktober 1964 14:00 uur (UTC+9) | Valošek 77'       |       |          | Ōmiya Park Voetbalstadion, Saitama Toeschouwers: 13.120 Scheidsrechter: Tehrani (IRN) |

#### Groep D
| Team       | Wed | W | G | V | Ptn | DV | DT | +/− |
| ---------- | --- | - | - | - | --- | -- | -- | --- |
| Ghana      | 2   | 1 | 1 | 0 | 3   | 4  | 3  | +1  |
| Japan      | 2   | 1 | 0 | 1 | 2   | 5  | 5  | 0   |
| Argentinië | 2   | 0 | 1 | 1 | 1   | 3  | 4  | −1  |
| Italië     | 0   | — | — | — | 0   | —  | —  | —   |

1. ↑  Gediskwalificeerd

|                                   |            |       |               |                                                                                 |
| 12 oktober 1964 14:00 uur (UTC+9) | Argentinië | 1 – 1 | Ghana         | Mitsuzawastadion, Yokohama Toeschouwers: 12.452 Scheidsrechter: Ashkenazi (ISR) |
| 12 oktober 1964 14:00 uur (UTC+9) | Bulla 26'  |       | 80' E. Acquah | Mitsuzawastadion, Yokohama Toeschouwers: 12.452 Scheidsrechter: Ashkenazi (ISR) |

|                                   |                                    |       |                    |                                                                                         |
| 14 oktober 1964 14:00 uur (UTC+9) | Japan                              | 3 – 2 | Argentinië         | Komazawa Olympisch Parkstadion, Tokio Toeschouwers: 19.049 Scheidsrechter: Škorić (YUG) |
| 14 oktober 1964 14:00 uur (UTC+9) | Sugiyama 54' Kawabuchi 81' Ogi 82' |       | 24', 62' Domínguez | Komazawa Olympisch Parkstadion, Tokio Toeschouwers: 19.049 Scheidsrechter: Škorić (YUG) |

|                                   |                           |       |                                         |                                                                     |
| 16 oktober 1964 14:00 uur (UTC+9) | Japan                     | 2 – 3 | Ghana                                   | Komazawa Olympisch Parkstadion, Tokio Scheidsrechter: Niţescu (ROU) |
| 16 oktober 1964 14:00 uur (UTC+9) | Sugiyama 12' Yaegashi 52' |       | 27' Agyemang 69' S. Acquah 80' Fulaiteh | Komazawa Olympisch Parkstadion, Tokio Scheidsrechter: Niţescu (ROU) |

### Knock-outfase
|  | Kwartfinale                   | Kwartfinale                   |                    |   | Halve finale       | Halve finale       |  |  | Finale | Finale |
|  |                               |                               |                    |   |                    |                    |  |  |        |        |
|  | 18 oktober – Yokohama         |                               |                    |   |                    |                    |  |  |        |        |
|  |                               |                               |                    |   |                    |                    |  |  |        |        |
|  | Hongarije                     | 2                             |                    |   |                    |                    |  |  |        |        |
|  | Hongarije                     | 2                             | 20 oktober – Tokio |   |                    |                    |  |  |        |        |
|  | Roemenië                      | 0                             |                    |   |                    |                    |  |  |        |        |
|  | Roemenië                      | 0                             | Hongarije          | 6 |                    |                    |  |  |        |        |
|  | 18 oktober – Saitama          |                               | Hongarije          | 6 |                    |                    |  |  |        |        |
|  |                               | Verenigde Arabische Republiek | 0                  |   |                    |                    |  |  |        |        |
|  | Ghana                         | Verenigde Arabische Republiek | 0                  | 1 |                    |                    |  |  |        |        |
|  | Ghana                         |                               | 23 oktober – Tokio | 1 |                    |                    |  |  |        |        |
|  | Verenigde Arabische Republiek | 5                             |                    |   |                    |                    |  |  |        |        |
|  | Verenigde Arabische Republiek | 5                             | Hongarije          | 2 |                    |                    |  |  |        |        |
|  | 18 oktober – Tokio            |                               | Hongarije          | 2 |                    |                    |  |  |        |        |
|  |                               | Tsjecho-Slowakije             | 1                  |   |                    |                    |  |  |        |        |
|  | Duits eenheidsteam            | Tsjecho-Slowakije             | 1                  | 1 |                    |                    |  |  |        |        |
|  | Duits eenheidsteam            | 20 oktober – Tokio            |                    | 1 |                    |                    |  |  |        |        |
|  | Joegoslavië                   | 0                             |                    |   |                    |                    |  |  |        |        |
|  | Joegoslavië                   | 0                             | Duits eenheidsteam | 1 |                    |                    |  |  |        |        |
|  | 18 oktober – Tokio            |                               | Duits eenheidsteam | 1 |                    |                    |  |  |        |        |
|  |                               | Tsjecho-Slowakije             | 2                  |   | Wedstrijd om brons | Wedstrijd om brons |  |  |        |        |
|  | Japan                         | Tsjecho-Slowakije             | 2                  | 0 | Wedstrijd om brons | Wedstrijd om brons |  |  |        |        |
|  | Japan                         |                               | 23 oktober – Tokio | 0 |                    |                    |  |  |        |        |
|  | Tsjecho-Slowakije             | 4                             |                    |   |                    |                    |  |  |        |        |
|  | Tsjecho-Slowakije             | 4                             | Duits eenheidsteam | 3 |                    |                    |  |  |        |        |
|  |                               |                               |                    |   |                    |                    |  |  |        |        |
|  | Verenigde Arabische Republiek | 1                             |                    |   |                    |                    |  |  |        |        |
|  | Verenigde Arabische Republiek | 1                             |                    |   |                    |                    |  |  |        |        |

#### Kwartfinale
|                                   |                    |       |             |                                                                                             |
| 18 oktober 1964 14:00 uur (UTC+9) | Duits eenheidsteam | 1 – 0 | Joegoslavië | Chichibunomiya Rugbystadion, Tokio Toeschouwers: 15.767 Scheidsrechter: Greg da Silva (MAS) |
| 18 oktober 1964 14:00 uur (UTC+9) | Henning Frenzel 1' |       |             | Chichibunomiya Rugbystadion, Tokio Toeschouwers: 15.767 Scheidsrechter: Greg da Silva (MAS) |

|                                   |                        |       |          |                                                                                 |
| 18 oktober 1964 14:00 uur (UTC+9) | Hongarije              | 2 – 0 | Roemenië | Mitsuzawastadion, Yokohama Toeschouwers: 12.841 Scheidsrechter: Ashkenazi (ISR) |
| 18 oktober 1964 14:00 uur (UTC+9) | Csernai 2', 84' (pen.) |       |          | Mitsuzawastadion, Yokohama Toeschouwers: 12.841 Scheidsrechter: Ashkenazi (ISR) |

|                                   |                                                                             |       |                |                                                                                        |
| 18 oktober 1964 14:00 uur (UTC+9) | Verenigde Arabische Republiek Badawi 42', 61' Riad 65' El-Fanagily 69', 85' | 5 – 1 | Ghana 37' Mfum | Ōmiya Park Voetbalstadion, Saitama Toeschouwers: 13.121 Scheidsrechter: Glöckner (GER) |
| 18 oktober 1964 14:00 uur (UTC+9) |                                                                             |       |                | Ōmiya Park Voetbalstadion, Saitama Toeschouwers: 13.121 Scheidsrechter: Glöckner (GER) |

|                                   |                                              |       |       |                                                                                             |
| 18 oktober 1964 14:00 uur (UTC+9) | Tsjecho-Slowakije                            | 4 – 0 | Japan | Komazawa Olympisch Parkstadion, Tokio Toeschouwers: 18.940 Scheidsrechter: De Queiroz (BRA) |
| 18 oktober 1964 14:00 uur (UTC+9) | Brumovský 43', 59' Vojta 69' (pen.) Mráz 86' |       |       | Komazawa Olympisch Parkstadion, Tokio Toeschouwers: 18.940 Scheidsrechter: De Queiroz (BRA) |

#### Halve finale
|                                   |                                                  |       |                               |                                                                   |
| 20 oktober 1964 14:00 uur (UTC+9) | Hongarije Bene 7', 20', 66', 77' Komora 29', 58' | 6 – 0 | Verenigde Arabische Republiek | Chichibunomiya Rugbystadion, Tokio Scheidsrechter: Comesaña (ARG) |
| 20 oktober 1964 14:00 uur (UTC+9) |                                                  |       |                               | Chichibunomiya Rugbystadion, Tokio Scheidsrechter: Comesaña (ARG) |

|                                   |                        |       |                    |                                                                                            |
| 20 oktober 1964 14:00 uur (UTC+9) | Tsjecho-Slowakije      | 2 – 1 | Duits eenheidsteam | Komazawa Olympisch Parkstadion, Tokio Toeschouwers: 19.435 Scheidsrechter: Ashkenazi (ISR) |
| 20 oktober 1964 14:00 uur (UTC+9) | Lichtnégl 47' Mráz 89' |       | 25' Nöldner        | Komazawa Olympisch Parkstadion, Tokio Toeschouwers: 19.435 Scheidsrechter: Ashkenazi (ISR) |

#### Bronzen finale
|                                   |                                                      |       |                                                |                                                                              |
| 23 oktober 1964 12:00 uur (UTC+9) | Duits eenheidsteam Frenzel 17' Vogel 48' Stöcker 56' | 3 – 1 | Verenigde Arabische Republiek 75' (pen.) Attia | Olympisch Stadion, Tokio Toeschouwers: 65.610 Scheidsrechter: Yokoyama (JPN) |
| 23 oktober 1964 12:00 uur (UTC+9) |                                                      |       |                                                | Olympisch Stadion, Tokio Toeschouwers: 65.610 Scheidsrechter: Yokoyama (JPN) |

#### Finale
|                                   |                           |       |                   |                                                                              |
| 23 oktober 1964 16:30 uur (UTC+9) | Hongarije                 | 2 – 1 | Tsjecho-Slowakije | Olympisch Stadion, Tokio Toeschouwers: 65.610 Scheidsrechter: Ashkenazi ISR) |
| 23 oktober 1964 16:30 uur (UTC+9) | Weiss 47' (e.d.) Bene 59' |       | 80' Brumovský     | Olympisch Stadion, Tokio Toeschouwers: 65.610 Scheidsrechter: Ashkenazi ISR) |

### Troosttoernooi
In dit toernooi speelden de verliezers van de kwartfinale. 

#### Eerste ronde
|                                   |                        |       |                                                     |                                                                             |
| 20 oktober 1964 14:00 uur (UTC+9) | Japan                  | 1 – 6 | Joegoslavië                                         | Nagaistadion, Osaka Toeschouwers: 20.000 Scheidsrechter: Hussein Imam (UAR) |
| 20 oktober 1964 14:00 uur (UTC+9) | Kunishige Kamamoto 61' |       | 3', 5', 43', 63' Slaven Zambata 28', 60' Ivica Osim | Nagaistadion, Osaka Toeschouwers: 20.000 Scheidsrechter: Hussein Imam (UAR) |

|                                   |                                         |       |                   |                                                                                         |
| 20 oktober 1964 14:00 uur (UTC+9) | Roemenië                                | 4 – 2 | Ghana             | Nishikyogoku Atletiekstadion, Kyoto Toeschouwers: 10,000 Scheidsrechter: De Silva (MAS) |
| 20 oktober 1964 14:00 uur (UTC+9) | Pavlovici 12', 19', 74' Creiniceanu 41' |       | Fulaiteh 25', 44' | Nishikyogoku Atletiekstadion, Kyoto Toeschouwers: 10,000 Scheidsrechter: De Silva (MAS) |

#### Wedstrijd om vijfde plek
|                                   |                                                               |       |             |                                                                             |
| 22 oktober 1964 14:00 uur (UTC+9) | Roemenië                                                      | 3 – 0 | Joegoslavië | Nagaistadion, Osaka Toeschouwers: 10.000 Scheidsrechter: István Zsolt (HUN) |
| 22 oktober 1964 14:00 uur (UTC+9) | Cornel Pavlovici 50' Ion Pîrcălab 72' Gheorghe Constantin 78' |       |             | Nagaistadion, Osaka Toeschouwers: 10.000 Scheidsrechter: István Zsolt (HUN) |

### Eindrangschikking
| rang   | land                          |
| ------ | ----------------------------- |
| Goud   | Hongarije                     |
| Zilver | Tsjecho-Slowakije             |
| Brons  | Duits eenheidsteam            |
| 4      | Verenigde Arabische Republiek |
| 5      | Roemenië                      |
| 6      | Joegoslavië                   |